# 아라이촌 (후쿠시마현 기타아이즈군)
아라이촌(荒井村)은 후쿠시마현 기타아이즈군에 있던 촌이다. 현재의 아이즈와카마쓰시에 해당한다.

## 역사
- 1889년 4월 1일 - 정촌제 시행에 의해 7촌의 구역으로 성립하였다.
- 1953년 4월 1일 - 다테노우치촌과 합병해 아라타테촌이 성립하여, 동일 아라이촌이 폐지되었다.
- 1956년 5월 1일 - 아라타테촌이 가와나미촌과 합병해 기타아이즈촌이 성립하였다.
- 2004년 11월 1일 - 기타아이즈촌이 아이즈와카마쓰시에 편입되었다.

## 교통

### 도로
지금은 옛 마을의 북쪽 끝을 반에쓰 고속도로가 가로지르지만, 당시에는 미개통 상태였다.

## 참고문헌
- 角川日本地名大辞典 7 福島県